# Suits (televisieserie)
Suits is een Amerikaanse televisieserie. De serie ging in première op 23 juni 2011 met een aflevering van 90 minuten. Nadien volgde er elk jaar een nieuw seizoen. In België is de serie te zien op VTM sinds 26 mei 2014. In Nederland wordt de serie uitgezonden op RTL 4 sinds 7 april 2014. Alle negen seizoenen van de serie zijn inmiddels ook te zien op Netflix.
RTL 5 begon in 2016 met het uitzenden van het vijfde seizoen. Na zes afleveringen vielen de kijkcijfers zo tegen dat RTL besloot de rest niet uit te zenden en de programmering om te gooien. VTM zendt de reeks nog steeds uit maar volgt geen vaste programmering.

## Verhaal

#### Seizoen 1
Mike Ross is een briljante college drop-out wiens droom om ooit een advocaat te worden in duigen viel toen hij geschorst werd. Met zijn hoge IQ en fotografisch geheugen kan hij leven van het maken van de Law School Admissions Test voor anderen. Voor zijn beste vriend Trevor is hij van plan een aktetas met marihuana af te leveren, zodat Mike zijn oma een onderdak kan geven in een privé-verzorgingshuis. Terwijl hij van plan is de drugs af te leveren komt hij erachter dat het gaat om undercover agenten en probeert hij aan de agenten te ontsnappen. Hierbij loopt hij per ongeluk binnen bij Harvey Specter, die sollicitaties afneemt voor zijn nieuwe advocaat-stagiair(e). Harvey Specter is een van de beste advocaten in New York en is gepromoveerd tot senior partner bij het topadvocatenkantoor Pearson Hardman en, aangezien elke senior partner bij Pearson Hardman een advocaat-stagiair(e) moet hebben, houdt hij de sollicitaties. Harvey is onder de indruk van de scherpheid van Mike, zijn encyclopedische kennis van de wet en oprechte wil om advocaat te worden: hierdoor neemt hij Mike aan en doen ze alsof Mike afgestudeerd is aan Harvard Law School. Alleen de secretaresse en vertrouweling van Harvey, Donna Paulsen, weet van het geheim af. Aan het einde van het seizoen komt Trevor erachter, dat Mike een relatie had met zijn ex Jenny. Trevor gaat nu het geheim verklappen aan Jessica Pearson, de baas van Pearson en Hardman.

#### Seizoen 2
Daniel Hardman keert terug, zijn vrouw is overleden aan kanker en het ziet ernaar uit dat hij terugkeert naar het bedrijf. Het bedrijf, waar hij was verdreven door Jessica en Harvey. Dit deden ze door middel van chantage met foto's van zijn maîtresse. Dit avontuurtje beleefde Hardman terwijl zijn vrouw leed aan kanker. Tevens heeft hij ook veel geld gestolen van de firma. Nu zijn vrouw dood is ziet hij zijn kans schoon om terug te keren naar Pearson en Hardman. Jessica wil dat voorkomen en schakelt Harveys hulp in, die alleen wil helpen als zij Mike niet ontslaat. Als Hardman terugkeert naar het bedrijf probeert hij gelijk alle werknemers voor zich te winnen. Er bevindt zich nu een grote machtsstrijd tussen Jessica en Daniel. Harvey en Mike staan aan Jessica's zijde. Louis zit te twijfelen, maar als Daniel hem tot senior partner benoemt kies hij de kant van Daniël. Bij de stemming wint Jessica niet en wordt Daniel managing partner. Ondertussen wordt Harvey beschuldigd van het achterhouden van bewijs. Als hij later ontdekt dat Hardman dit allemaal heeft opgezet en hier bewijs voor vindt wordt Hardman weggewerkt. Ondertussen worden Rachel en Mike steeds hechter, vooral nadat Mikes oma is overleden. Na een tijdje komt Hardman terug, hij werkt samen met Robert Zane, de vader van Rachel en ze komen weer in conflict. Als ze dit hebben gewonnen blijkt dat de firma verzwakt is en gaan ze een fusie aan met Edward Darby. Onder Darby werkt Scottie, een oude bekende van Harvey uit zijn tijd bij Harvard. Aan het einde van het seizoen vertelt Mike zijn geheim aan Rachel.

#### Seizoen 3
De fusie tussen Darby International en Pearson (naamswijziging) is compleet. Harvey wil nu naming partner worden, maar Jessica weigert, hierdoor begint Harvey een complot met Darby. Mike is bezig met zijn relatie met Rachel en probeert zijn relatie met Harvey weer te verbeteren.
Harvey regelt een deal met zijn oude mentor bij het OM, alles leek in orde totdat zijn client, Ava Hessington, gearresteerd wordt voor moord. Darby stuurt nu zijn regelaar/fixer, Stephen Huntley om hem te helpen met deze zaak. Harvey staat nu op het punt om Jessica's rol over te nemen, totdat ze zegt dat ze hem naming partner wil maken. Mike ontdekt dat Stephen en niet Ava verantwoordelijk is voor de moorden. Darby gaat tegen Stephen getuigen, maar hij weet niet dat dit ervoor zorgt dat hij geen recht meer mag beoefenen in de VS. Hierdoor kan Jessica Darby wegwerken, dit doet zij omdat ze vond dat Darby het bedrijf steeds meer in zijn macht hield.
Ava klaagt vervolgens Pearson and Specter (naamswijziging) voor nalatigheid aan, omdat ze vond dat Harvey er voor had gezorgd dat ze was aangeklaagd voor moord. Jessica weet, dat Rachel en Mike een relatie hebben en zorgt ervoor dat Rachel een document ondertekent waarin staat dat ze wist van Mikes fraude. Ze gaat akkoord met als voorwaarde, dat ze bij Pearson and Specter mag werken als advocaat, ondanks het feit dat ze niet aan Harvard heeft gestudeerd.
Ava laat de rechtszaak vallen wanneer Harvey zijn excuses aanbiedt.

#### Seizoen 4
Het seizoen begint met Mike werkend voor zakenbankier Jonathan Sidwell. Dit zorgt voor een ingewikkelde situatie, aangezien Mike door een overnamestrijd tegenover een cliënt van Pearson Specter komt te staan. Om het nog erger te maken is deze cliënt Logan Sanders, Rachels ex-vriend. Een strijd ontstaat tussen Mike en Harvey. Door een aantal toevalligheden denkt de SEC (Securities and Exchange Commission) echter dat de twee samenzweren.
In een laatste poging om Gillis Industries te redden, vraagt Mike de investeerder Charles Forstman om hulp. Forstman vertelt Jonathan Sidwell dat Mike van plan was hem uit de deal, en dus de winst, te houden. Dit is niet waar en eigenlijk is het Louis die een dubieuze deal met Forstman gemaakt heeft. Voor deze deal heeft Louis geld moeten verduisteren via internationale bankrekeningen. Jessica en Harvey weten niet van deze deal en denken slechts dat Louis alles heeft opgelost. Als beloning wil Louis dat de naam van het kantoor wordt gewijzigd naar Pearson Specter Litt, maar Jessica wijst dit af. Wanneer Mike van plan is een baan aan te nemen bij Charles Forstman, besluit Louis dat hij zijn (openstaande) beloning gebruikt om Mike een baan bij Pearson Specter aan te bieden.
Wanneer de SEC een onderzoek start naar de deal tussen Forstman en Logan Sanders, besluit Louis ontslag te nemen. Louis probeert een baan te vinden bij een ander advocatenkantoor, maar dit mislukt doordat hij geen cliënten mee mag nemen van Pearson Specter. Mike probeert Louis te helpen door een baan te regelen bij Robert Zane, de vader van Rachel. Robert vertelt aan Louis dat hij aangenomen wordt als hij een cliënt van Harvey kan stelen.
Met behulp van Katrina Bennett lukt het Louis om een cliënt van Harvey over te nemen. Mike voorkomt dit, maar door een opmerking tijdens een gesprek met Louis, verklapt hij (onbewust) dat hij nooit aan Harvard gestudeerd heeft. Louis gaat naar Jessica en dreigt Mike en het kantoor aan te geven. Hij doet dit niet wanneer Jessica de naam van het advocatenkantoor wijzigt in Pearson Specter Litt.
Louis begint weer met werken bij Pearson Specter Litt en sluit vrede met Donna, Rachel en Harvey en ook Mike wordt na een tijd vergeven.
Het seizoen eindigt met een hevige strijd tussen Forstman en Harvey. Mike vraagt Rachel ten huwelijk en geeft haar de ring van zijn oma. Vanwege een ruzie tussen Donna en Harvey, besluit Donna weg te gaan als secretaresse van Harvey en besluit voor Louis te gaan werken.

#### Seizoen 5
Harvey heeft het moeilijk met het feit dat Donna niet meer voor hem, maar voor Louis werkt. Hij gaat in therapie bij therapeute Paula Agard. Paula dwingt Harvey om terug te gaan naar zijn verleden en te praten over zijn moeder. Ze veronderstelt dat Harvey het zo moeilijk heeft met het vertrek van Donna, omdat hij Donna spiegelt met zijn moeder. De problemen tussen Harvey en Louis zorgen voor een derde kaper; Jack Soloff. Jack dient een motie in om de vergoedingen te standaardiseren om zo het grote vermogen van Harvey terug te dringen. Hij sluit een deal met Louis om dit in een stemming te laten slagen. Op het laatste moment trekt Louis zich echter onder druk van Donna terug. Soloff werkt intensief samen met Daniel Hardman. Zodra dit aan het licht komt, staan alle banden binnen de firma onder druk. Rachel en Mike plannen hun huwelijk. Als de moeder van Rachel echter bepaalde dingen, zoals een huwelijksadvertentie wil regelen, wordt dit overschaduwd door het geheim van Mike. In de advertentie zou namelijk genoemd worden dat Mike een student van Harvard was, wat natuurlijk niet waar is. Jack krijgt veel respect voor Mike en draagt hem aan als junior-partner. Na veel overleg en consensus wordt Mike gepromoveerd. Op de achtergrond stelt de nieuwe secretaresse van Harvey, Gretchen een advertentie op om Mike's promotie te verkondigen. Als de firma verder onder druk komt te staan, besluit Mike ontslag te nemen om de firma te redden. Ook Harvey neemt ontslag. Terwijl Mike zijn spullen pakt om te vertrekken met Rachel, wordt hij gearresteerd voor fraude. Mike wordt door aanklager Anita Gibbs gebruikt om de rest van de firma kapot te krijgen. Mike is de speelbal om Harvey in de gevangenis te krijgen. Mike beschermt de firma en Harvey en tekent een schikking, waardoor hij voor twee jaar de gevangenis in moet. De mensen die nog niets van Mike's geheim wisten, zoals de ouders van Rachel zijn geschokt. Rachel en Mike besluiten hun huwelijk te vervroegen, zodat ze samen zijn als Mike de cel in moet. Op de dag van het huwelijk besluit Mike echter dat hij Rachel niet wil benauwen door elkaar nu al te binden. Hij loopt de kerk uit en wordt direct door Harvey afgeleverd bij het huis van bewaring.

#### Seizoen 6
Het seizoen begint in de gevangenis waar Mike zijn celstraf uit moet zitten. Hij komt in de cel terecht bij Frank Gallo. Gallo is een gedetineerde die aangeklaagd is door Harvey. Hij heeft altijd wraak willen nemen op Harvey en ziet zijn kans schoon dit te doen door gebruik te maken van Mike. Mike neemt Gallo in vertrouwen tijdens de eerste nacht en vertelt zijn hele verhaal. Gallo biedt hem zijn mobiele telefoon aan om Rachel te berichten dat alles goed gaat. Zodra Mike dit gedaan heeft verlaat Gallo de cel en komt Mike's echte celgenoot, Kevin Miller, binnen. Gallo had van cel gewisseld om Mike uit de tent te lokken. Gallo stuurt Rachel berichtjes uit de naam van Mike en Rachel gelooft dat het goed gaat met haar grote liefde. Harvey voert tegelijk gesprekken met Mike, als advocaat zijnde. Hierbij hoort hij over Gallo en besluit Sean Cahill om hulp te vragen. Cahill kan Gallo echter niet verplaatsen naar een andere gevangenis, omdat hij informant is. Daarom biedt Harvey hulp aan Gallo om hem vervroegd vrij te laten komen, zodat hij Mike met rust zou laten. In de tussentijd werkt Harvey aan de zaak van William Sutter, een schimmige zakenman. Door aan die zaak te werken kan Harvey een deal met Cahill sluiten om Mike vervroegd vrij te krijgen. Mike moet er dan echter voor zorgen dat zijn celgenoot Kevin Miller tegen zijn schoonvader getuigt. Mike slaat dit aanbod in eerste instantie af, omdat hij Kevin niet wil verraden. Later accepteert hij het alsnog en probeert op allerlei manieren Kevin te laten getuigen. Na veel wikken of wegen gaat Kevin akkoord en getuigt tegen zijn schoonvader, die daardoor in de cel belandt. Hierdoor komt Mike vrij. Hij blijft echter bewust nog een extra nacht om Gallo te grazen te nemen. Hij zorgt voor camera's in zijn cel, waar Gallo door de corrupte bewakers binnengelaten wordt. Gallo valt Mike aan met een mes en na een worsteling vertelt Mike dat dit alles opgenomen is en live te zien was door de goede bewakers. Gallo wordt hard aangepakt en wordt overgeplaatst naar de gevangenis, waar hij alleen maar vijanden kent. Mike wordt aangenomen als leidinggevende adviseur bij een juridisch loket. De medewerkers en leiding van dit loket wisten van zijn verleden, maar dat deerde hen niet. Tijdens zijn werk voor dit loket ondervindt Mike waarom hij graag advocaat werd, om mensen te kunnen helpen. Het feit dat hij de uiteindelijke rechtszaken aan zijn medewerker Oliver over moet laten knaagt aan Mike. Zeker als Oliver door zijn faalangst vaak dichtslaat in de rechtszaal. Aan het eind van het seizoen bedenkt Harvey een plan om zowel Rachel als Mike door de commissie van de advocatuur te laten komen. Dit lukt en de weg ligt open voor Mike om toe te treden als advocaat van Pearson Specter Litt.
In de tussentijd werkte Rachel aan een onschuldigen-zaak, die ze aangeboden kreeg van haar rechten-professor. Hierbij onderzoekt ze of Leonard Bailey onterecht veroordeeld is tot de doodstraf voor de moord op een stel kinderen. Ze vraagt Jessica om haar te helpen en zij doet dit. Jessica moet echter ook haar bedrijf redden en laat Rachel vaak staan door drukte. Rachel gaat achter de ex-vriendin van Leonard aan. Zij was er op het moment van de moord bij, maar is nooit bij de zaak betrokken. Deze vrouw blijkt echter al overleden te zijn en Leonard lijkt verloren. Rachel en Jessica krijgen door dit feit echter een deal aangeboden, waarbij Leonard nog zeven jaar zou moeten zitten en dan vrij zou komen. Jessica adviseert Leonard dit te accepteren, maar hij doet het niet. Hij wil erkend worden als onschuldige en niet als schuldige die zijn straf heeft uitgezeten. De vader van de vermoorde kinderen blijft zich heel vijandig opstellen en Jessica en Rachel vermoeden dat hij iets verbergt. Tijdens de zitting lokken ze hem uit de tent en zorgen ervoor dat hij bekent de ex-vriendin van Leonard geld te hebben geboden om uit beeld te blijven. Hij wilde op deze manier Leonard gevangen hebben. Door deze verklaring wordt Leonard per direct vrijgesproken. Jessica bevat door deze zaak hoe belangrijk ze het helpen van mensen vindt en hoe onbelangrijk het zijn van de beste eigenlijk is. Ze besluit met haar ex-vriend Jeff Malone mee te verhuizen naar Chicago en verlaat de serie.
Louis wil de afdeling verbouwen, om een goede scheiding met de nieuwe huurders te houden. Hij neemt hiervoor een architectenbureau in de hand, wat vertegenwoordigd wordt door Tara Messer. Louis valt als een blok voor Tara en neemt haar aan. Jessica verbiedt echter om de afdeling te verbouwen en dus gaat de samenwerking niet door. Omdat Louis Tara wil blijven zien, besluit hij haar de opdracht te geven zijn buitenhuis te verbouwen. Louis heeft alleen geen buitenhuis en vraagt Donna er snel één te zoeken. Op de achtergrond regelt ze dit en ze regelt zelfs dat de bewoners er snel uit gaan. Ze richten het in zoals Louis het zou hebben en Tara komt kijken. De oorspronkelijke bewoners komen echter thuis en Tara is woedend. Als Louis haar echter vertelt waarom hij dit gedaan heeft valt ze als een blok op hem en gaan ze samen uit. Tara vertelt Louis dat ze al een relatie heeft, maar hij in Los Angeles woont. Ze hebben afgesproken dat ze ieder afzonderlijk gewoon mogen daten en Louis er dus naast kan komen. Louis accepteert dit, maar het knaagt toch aan hem. Tara kan het eigenlijk ook niet en maakt het uit met haar vriend. Hierna blijkt ze zwanger van hem te zijn. Louis accepteert dit en besluit een goede stiefvader te worden. Als Mike vrij komt vertelt Louis aan Tara alles over hem. Ook vertelt hij dat hij van Mike's geheim wist en er zelfs misbruik van heeft gemaakt om naampartner te worden. Tara is des duivels en maakt het uit met Louis.
In de laatste aflevering van het seizoen wordt Mike weer toegelaten als advocaat en gaat opnieuw met Harvey samenwerken. Hij heeft wel een aantal voorwaarden waar Harvey graag op ingaat, behalve de laatste. Mike wil zijn kantoor. Eerst wil Harvey niet, maar Mike weet hem duidelijk te maken dat Jessica niet terugkomt en dat Harvey haar rol moet overnemen. De relatie tussen Louis en Tare lijkt voorbij te zijn, maar helemaal duidelijk wordt het niet.

#### Seizoen 7
Nu Jessica het bedrijf heeft verlaten, heeft iedereen moeite met het vinden van een nieuw evenwicht binnen het bedrijf. Donna krijgt de titel van COO en werkt niet langer als Harvey's secretaresse. Harvey's vriend Alex komt werken in de firma. Harvey start een relatie met zijn vroegere psychologe Paula. Ook Louis gaat naar de psycholoog, dit met gemengde resultaten. Rachel start met haar carrière als advocate. Mike blijft pro bono zaken behandelen voor de kliniek, met de goedkeuring van Harvey. Met een van deze zaken brengt Mike Alex en Harvey in de problemen. Louis en Sheila worden opnieuw een koppel. Jessica komt terug bij haar familie in Chicago. Mike en Rachel nemen een jobaanbod aan in Seattle om er hun eigen firma te beginnen. Net voor ze vertrekken trouwen ze, met Harvey en Donna als hun getuigen. Aan het einde van het seizoen ontdekt Specter Litt dat de zaak die hen in de problemen brengt het werk is van Robert Zane en zijn partners Rand en Kaldore. Wanneer Zane dit ontdekt, bundelt hij zijn krachten met Specter Litt.

#### Seizoen 8
Mike en Rachel verhuizen na hun bruiloft naar Seattle. Robert Zane wordt de nieuwe managing partner van Zane Specter Litt. Robert neemt een nieuwe senior partner aan, zijn rechterhand Samantha Wheeler. Wheeler wordt later mede-eigenaar, samen met Alex Williams. Louis en Sheila verwachten hun eerste kind, na langdurige problemen om zwanger te worden. Katrina Bennett wordt senior partner en worstelt met het feit dat ze gevoelens heeft voor Brian, haar assistent. Donna en Harvey geven aan het einde van seizoen 8, eindelijk toe aan hun gevoelens voor elkaar. Robert verliest zijn licentie nadat hij zich opoffert voor Harvey (en Donna) die de geheimhoudingsplicht verbroken hadden, om Thomas Kessler te helpen.

#### Seizoen 9
Donna en Harvey zijn een koppel. Nadat Robert zijn licentie afgenomen werd, proberen Harvey en Samantha te voorkomen dat alle cliënten vertrekken. Eric Kaldor maakt een deal met hen. Hij zorgt ervoor dat de cliënten van Robert blijven, in ruil voor 10 cliënten van Harvey. Faye Richardson, vertegenwoordigster van de New Yorkse balie, dwingt Louis om het bedrijf onder toezicht te brengen van de Orde van Advocaten. Faye neemt de volledige controle over het bedrijf, vastbesloten om het bedrijf weer op het rechte pad te krijgen. Er lopen echter heel wat zaken fout:
- Louis laat Benjamin de statuten van de wet hacken om te proberen om Faye uit het bedrijf te dwingen. Ze komt er echter achter en neemt de titel van ‘managing partner’ af van Louis en neemt zijn plaats tijdelijk in.
- Katrina wordt gechanteerd door Susan, een medewerker die op de hoogte is van haar flirt met Brian. Susan wil haar fulltime medewerker worden.
- Wanneer Faye ontdekt dat Donna en Harvey een relatie hebben, vindt ze dit belangenvermenging. Ze stelt Donna voor een ultimatum: hun relatie beëindigen of ze verliest haar stem binnen het bedrijf. Alle naampartners spannen echter samen en kunnen via een clausule in de gedragscode van het bedrijf Donna’s stem opnieuw afdwingen.
- Mike keert terug en spant een zaak aan tegen een oude cliënt van Harvey, die hij recent heeft doorgegeven aan Samantha. Mike laat echter schadelijke artikels publiceren in de krant en verwerpt het voorstel van Samantha. Dit maakt haar zo kwaad, onecht bewijsmateriaal gebruikt. Faye ontdekt dit en ontslaat Samantha. Mike spant samen met Samantha een zaak aan tegen Faye, omwille van het onwettige ontslag van Samantha. Faye dwingt Harvey en Louis om haar te verdedigen en belooft om te vertrekken als ze winnen. Harvey en Louis mogen echter niet zeggen tegen de andere partij, anders zal ze het bedrijf ontmantelen. De zaak zorgt voor ruzie tussen Harvey en Louis en Samantha en Mike. Wanneer Katrina een grens overschrijdt om het bedrijf te helpen, ontslaat Faye ook haar.
Wanneer Faye er tijdens haar proces op staat dat Harvey stelling neemt tegen Samantha, onthult Harvey aan Mike de deal die hij met Faye heeft gesloten. Mike overtuigt Katrina om tegen Faye te getuigen. Ze beweert dat Faye haar heeft gevraagd om Samantha te bespioneren en het bewijsmateriaal te manipuleren.
Wanneer Harvey Faye een schriftelijke overeenkomst van hun deal laat ondertekenen, verwisselt Gretchen de documenten op het laatste moment, waardoor Faye onbewust een document tekent waarin staat dat ze op de hoogte was van de manipulatie van het bewijsmateriaal van Samantha. Faye verlaat het bedrijf na een privégesprek met Harvey, waarin hij vertelt dat hij met Donna naar Seattle (naar Mike en Rachel) gaat verhuizen.
Tijdens haar trouwceremonie breken de vliezen van Sheila. Harvey vraagt Donna ten huwelijk en ze trouwen ter plaatse. Sheila bevalt van dochter Lucy.
Louis biedt Samantha de positie aan van co-managing partner naast hem. Ze stemt toe, op voorwaarde dat Katrina ‘name partner’ mag worden. Terwijl Donna en Louis voor de laatste keer samen de lift nemen, kijkt Harvey nog een laatste keer rond in zijn kantoor voordat hij definitief vertrekt.

## Afleveringen
| Seizoen | Aantal afleveringen | Originele Uitzenddatum           |  |
| ------- | ------------------- | -------------------------------- |  |
| 1       | 12                  | 23 juni 2011 – 8 september 2011  |  |
| 2       | 16                  | 14 juni 2012 – 21 februari 2013  |  |
| 3       | 16                  | 16 juli 2013 – 10 april 2014     |  |
| 4       | 16                  | 11 juni 2014 – 11 februari 2015  |  |
| 5       | 16                  | 24 juni 2015 – 2 maart 2016      |  |
| 6       | 16                  | 13 juli 2016 – 1 maart 2017      |  |
| 7       | 16                  | 12 juli 2017 – 25 april 2018     |  |
| 8       | 16                  | 18 juli 2018 – 27 februari 2019  |  |
| 9       | 10                  | 17 juli 2019 – 25 september 2019 |  |

## Personages

### Vaste personages
- Harvey Reginald Specter, gespeeld door Gabriel Macht staat bekend als een van de beste advocaten in New York. Hij wordt in de eerste aflevering gepromoot tot senior partner en is de ijdele mentor van Mike. Hij weigert emoties te tonen en aandacht te besteden aan de persoonlijke gevoelens van zijn cliënten. Harvey is bereid om ver te gaan voor zijn cliënten en hecht enorm veel belang aan de waarheid.
- Michael James Ross, gespeeld door Patrick J. Adams is een "advocaat" die nooit een rechtenstudie heeft gedaan, maar vanwege zijn encyclopedische kennis van de wet en een fotografisch geheugen zich wel voor kan doen als advocaat. Hij maakt indruk op Harvey met zijn gedrevenheid en drang naar rechtvaardigheid. Hierdoor neemt Harvey hem aan als zijn assistent. In tegenstelling tot Harvey is Mike wat naïef en heeft hij te vaak sympathie voor de client, wat soms tot botsingen met Harvey leidt.
- Louis Marlowe Litt, gespeeld door Rick Hoffman is als advocaat gespecialiseerd in het financieel recht. Hij is in het begin van de serie junior partner en begeleidt de eerstejaars advocaten. Hij is de rivaal van Harvey. Nadat Daniel Hardman terugkomt bij het kantoor verkiest Louis Daniel boven Jessica en wordt door Daniel gepromoveerd tot senior partner. Louis wordt mede-eigenaar nadat hij werd ontslagen en het geheim van Mike had achterhaald. In seizoen 8 wordt hij managing partner.
- Donna Roberta Paulsen[2], gespeeld door Sarah Rafferty is de secretaresse en vertrouweling van Harvey. Ze heeft vanaf het begin van de juridische carrière van Harvey met hem samengewerkt en ze zijn dan ook erg op elkaar ingespeeld. In seizoen 7 wordt ze gepromoveerd tot COO van het bedrijf.
- Rachel Elizabeth Zane, gespeeld door Meghan Markle is de juridische medewerkster. Ze raakt goed bevriend met Mike. In seizoen 2 starten Rachel en Mike een relatie. Rachel heeft de ambitie om advocaat te worden, maar dit lukt niet door faalangst. Mike helpt haar hierbij en uiteindelijk kan ze toch de studie volgen. In seizoen 7 behaalt ze haar diploma.
- Jessica Pearson, gespeeld door Gina Torres is de managing partner van Pearson Hardman. Haar mentor was Daniel Hardman toen ze advocaat was bij het kantoor. Ze is de mentor van Harvey en heeft een hechte vriendschap met hem. Ze verlaat het bedrijf in seizoen 6.
- Samantha Wheeler, gespeeld door Katherine Heigl wordt in seizoen 8 aangenomen door Robert Zane als senior partner. Robert is de mentor van Samantha, waarmee ze een zeer goede band heeft. Samantha staat bekend als een ongevoelig, maar ze durft wel degelijk haar gevoelens te tonen aan mensen die ze vertrouwd. Later seizoen 8 wordt ze mede-eigenaar.
- Alex Williams, gespeeld door Dulé Hill is een goede vriend van Harvey. In seizoen 8 wordt hij senior partner en later mede-eigenaar. Hij houdt ontzettend veel van zijn gezin en is een hardwerkende advocaat.

### Terugkerende personages
- Katrina Bennett, gespeeld door Amanda Schull is een werknemer die aangenomen wordt door Harvey naar aanleiding van een twijfelachtige deal. Later wordt ze voor Louis wat Mike voor Harvey is.
- Sheila Sazs, gespeeld door Rachael Harris is het toelatingshoofd van Harvard en de verloofde van Louis.
- Robert Zane, gespeeld door Wendell Pierce is de vader van Rachel en de mentor van Samantha. Hij gaat enorm serieus om met de wet en heeft veel over voor het bedrijf. Hij is een vriendelijk en goedaardig man. Nadat Rachel en Mike naar Seattle verhuisden, wordt hij managing partner. Op het einde van seizoen 8 verliest hij zijn licentie, omdat hij zich opoffert voor Harvey, die zijn geheimhoudingsplicht had verbroken.
- Gretchen Bodinski, gespeeld door Aloma Wright is de nieuwe secretaresse van Harvey nadat Donna voor Louis gaat werken. Als Harvey dringend behoefte heeft aan de medewerking van Donna wisselen beiden weer. Gretchen is ook even receptionist nadat het hele kantoor ontslag heeft genomen.
- Harold Gunderson, gespeeld door Max Topplin is assistent van Louis tussen seizoen 1 en 5. Hij is een slim en getalenteerd advocaat, maar laat zich heel snel intimideren.
- Daniel Hardman, gespeeld door David Costabile is founding partner van het advocatenkantoor. Vijf jaar voor het beginpunt van de serie is hij noodgedwongen weggegaan van Pearson Hardman vanwege het stelen van geld van cliënten en het hebben van een affaire. In het begin van het tweede seizoen komt hij terug bij het kantoor als een veranderd man. Harvey en Jessica geloven deze ommekeer niet en verderop in het tweede seizoen daagt hij Jessica uit voor de positie van managing partner. Hij wint van Jessica en wordt managing partner maar kort hierna komen Mike en Harvey erachter dat hij achter de Costal Motors affaire zat. Dit leidt tot een definitieve verwijdering van hem bij het kantoor, waarna hij uit is op wraak.
- Jeff Malone, gespeeld door D. B. Woodside is een voormalig werknemer van de SEC, wordt aangenomen door Pearson Specter en heeft een relatie met Jessica.
- Dana "Scottie" Scott, gespeeld door Abigail Spencer is op Harvard de concurrent van Harvey, zijn ex-vriendin en voormalig senior partner by Pearson Specter.
- Jack Soloff, gespeeld door John Pyper-Ferguson is de ambitieuze senior-partner van Pearson Specter. Hij probeert de compensaties te balanceren, zodat Harvey minder zou verdienen. Verder werkt hij samen met Daniel Hardman, wat het kantoor in gevaar brengt. Hij draagt Mike voor als junior-partner.
- Jonathan Sidwell, gespeeld door Brandon Firla is een zakenbankier die Mike aanneemt in seizoen 3.
- Trevor Evans, gespeeld door Tom Lipinski is de beste vriend van Mike, de vriend van Jenny en een drugsdealer. De relatie tussen Mike en Trevor verslechtert naarmate de serie vordert. Als Trevor op een gegeven moment heeft besloten te stoppen met drugs te dealen en een poging doet om de vriendschap te herstellen met Mike, komt Trevor erachter dat Mike en Jenny een relatie hebben. Als wraak hiervoor vertelt hij Jessica alles over het geheim van Mike.
- Edith Ross, gespeeld door Rebecca Schull is de oma van Mike die hem heeft opgevoed na de dood van zijn ouders. Ze woont in een verzorgingshuis en probeert Mike op het goede pad te krijgen en wat van zijn leven te gaan maken. Ze overlijdt halverwege het tweede seizoen.
- Jenny Griffith, gespeeld door Vanessa Ray is de vriendin van Trevor. Nadat het duidelijk werd dat hij niet ging stoppen met drugs dealen maakt ze het uit en wordt ze de vriendin van Mike. In het tweede seizoen komt ze erachter dat Mike gevoelens heeft voor Rachel en maakt ze het ook uit met hem.
- Edward Darby, gespeeld door Conleth Hill is de eigenaar van zijn advocatenkantoor in Londen. Wordt in het derde seizoen voor 51% eigenaar, waardoor de naam verandert naar Pearson Darby.
- Cameron Dennis, gespeeld door Gary Cole is de voormalig mentor van Harvey en werkt als officier van justitie.
- Charles Forstman, gespeeld door Eric Roberts is een corrupte en steenrijke zakenbankier. Mike vraagt hem om hulp in de strijd Gillis Industries te redden.
- Esther Litt Edelstein, gespeeld door Amy Acker is de zus van Louis. In seizoen 5 had ze een onenightstand met Harvey.
- Anita Gibbs, gespeeld door Leslie Hope is de aanklager die Mike vervolgt in seizoen 5. Ze gaat hier heel ver in en zoekt daarbij grenzen op.
- Sean Cahill, gespeeld door Neal McDonough is een aanklager van de SEC. Hij heeft als doel om Pearson Specter (Litt) neer te halen. In seizoen 6 werken Harvey en Cahill samen om via een wederdienst Mike vrij te krijgen.
- Dr. Paula Agard, gespeeld door Christina Cole is de therapeute van Harvey in seizoen 5. Ze voert gesprekken met Harvey om zijn paniekaanvallen te stoppen. Ook getuigt ze tegen een cliënt van Harvey. In seizoen 7 start ze een relatie met Harvey. Ze is echter ontzettend jaloers op de band die Harvey heeft met Donna. Harvey beëindigd zijn relatie met Paula eind seizoen 7.
- Lily Specter, gespeeld door Brynn Thayer is de moeder van Harvey. Harvey en zijn moeder hadden een moeilijke band, omdat ze Harvey's vader jarenlang heeft bedrogen. Hun band herstelt zich in seizoen 7.
- Marcus Specter, gespeeld door Billy Miller is de broer van Harvey.
- Brian Altman, gespeeld door Jake Epstein is advocaat en partner bij Zane Specter Litt in seizoen 7 en 8. Wanneer hij en Katrina nauw moeten samenwerken voor een zaak, worden ze verliefd op elkaar. Brian is echter getrouwd, dus moeten ze beiden vechten tegen hun verliefdheid. Aan het einde van seizoen 8 neemt Brian ontslag bij Zane Specter Litt.
- Stan Lipschitz, gespeeld door Ray Proscia is de psychiater van Louis sinds seizoen 7.
- Thomas Kessler, gespeeld door Sasha Roiz is de charmante CEO van een meubelontwerpbedrijf dat al jaren cliënt is bij de firma. Hij had kort een relatie met Donna in seizoen 8. Wanneer Donna ontdekt dat een klant van het meubelbedrijf enkel een deal met Thomas aannam om een betere deal te krijgen van een concurrerend bedrijf, verbreekt ze de geheimhoudingsplicht en waarschuwt ze Thomas.

## Rolverdeling per seizoen
| Acteur              | Personage         | Seizoen | Seizoen | Seizoen | Seizoen | Seizoen | Seizoen | Seizoen | Seizoen | Seizoen | Totaal     |
| Acteur              | Personage         | 1       | 2       | 3       | 4       | 5       | 6       | 7       | 8       | 9       | Totaal     |
| ------------------- | ----------------- | ------- | ------- | ------- | ------- | ------- | ------- | ------- | ------- | ------- | ---------- |
| Gabriel Macht       | Harvey Specter    | 12 afl. | 16 afl. | 16 afl. | 16 afl. | 16 afl. | 16 afl. | 16 afl. | 16 afl. | 10 afl. | 134 (S1-9) |
| Rick Hoffman        | Louis Litt        | 12 afl. | 16 afl. | 16 afl. | 16 afl. | 16 afl. | 16 afl. | 16 afl. | 16 afl. | 10 afl. | 134 (S1-9) |
| Sarah Rafferty      | Donna Paulsen     | 11 afl. | 15 afl. | 16 afl. | 16 afl. | 16 afl. | 16 afl. | 16 afl. | 16 afl. | 10 afl. | 132 (S1-9) |
| Patrick J. Adams    | Mike Ross         | 12 afl. | 16 afl. | 16 afl. | 16 afl. | 16 afl. | 16 afl. | 16 afl. |         | 3 afl.  | 111 (S1-9) |
| Meghan Markle       | Rachel Zane       | 12 afl. | 16 afl. | 16 afl. | 16 afl. | 16 afl. | 16 afl. | 16 afl. |         |         | 108 (S1-7) |
| Gina Torres         | Jessica Pearson   | 12 afl. | 16 afl. | 16 afl. | 16 afl. | 16 afl. | 11 afl. | 4 afl.  |         |         | 91 (S1-7)  |
| Katherine Heigl     | Samantha Wheeler  |         |         |         |         |         |         |         | 16 afl. | 10 afl. | 26 (S8-9)  |
| Dulé Hill           | Alex Williams     |         |         |         |         |         |         | 9 afl.  | 16 afl. | 10 afl. | 35 (S7-9)  |
| Amanda Schull       | Katrina Bennett   |         | 3 afl.  | 5 afl.  | 8 afl.  | 2 afl.  | 2 afl.  | 3 afl.  | 12 afl  | 10 afl. | 45 (S2-9)  |
| Rachael Harris      | Sheila Sazs       |         | 3 afl.  | 3 afl.  | 1 afl.  | 3 afl.  |         | 5 afl.  | 8 afl.  | 5 afl   | 28 (S2-9)  |
| Wendell Pierce      | Robert Zane       |         | 2 afl.  | 2 afl.  | 2 afl.  | 5 afl.  | 4 afl.  | 6 afl.  | 12 afl. | 3 afl.  | 36 (S2-9)  |
| Aloma Wright        | Gretchen Bodinski |         |         |         |         | 8 afl.  | 4 afl.  | 6 afl.  | 9 afl.  | 6 afl.  | 33 (S5-9)  |
| Max Topplin         | Harold Gunderson  | 4 afl.  | 7 afl.  | 3 afl.  |         | 2 afl.  |         |         |         | 1 afl.  | 17 (S1-9)  |
| David Costabile     | Daniel Hardman    |         | 10 afl. | 1 afl.  | 3 afl.  |         |         |         | 2 afl.  |         | 16 (S2-8)  |
| D.B. Woodside       | Jeff Malone       |         |         |         | 12 afl. | 1 afl.  |         | 2 afl.  |         |         | 13 (S4-5)  |
| Abigail Spencer     | Dana Scott        | 1 afl.  | 2 afl.  | 7 afl.  | 1 afl.  | 2 afl.  |         | 1 afl.  | 1 afl.  |         | 15 (S1-8)  |
| John Pyper-Ferguson | Jack Soloff       |         |         |         |         | 12 afl. | 1 afl.  |         |         |         | 13 (S5-6)  |
| Brandon Firla       | Jonathan Sidwell  |         |         | 4 afl.  | 6 afl.  | 2 afl.  |         |         |         |         | 12 (S3-5)  |
| Tom Lipinski        | Trevor Evans      | 4 afl.  | 2 afl.  | 1 afl.  | 1 afl.  | 3 afl.  |         |         |         |         | 11 (S1-5)  |